# Dicé
Pour les articles homonymes, voir Dicé (homonymie).
Dicé, ou Diké (en grec ancien Δίκη / Dikê), est une divinité de la mythologie grecque, personnifiant la Justice humaine dans ses aspects moraux et pénaux.
C'est dans le climat philosophique d'Athènes au Ve siècle av. J.-C. que Dikê put être personnifiée comme la déesse de la Justice morale.

## Sa famille
Elle est l'une des trois Heures, filles de Zeus et de Thémis, mentionnées par Hésiode, ses deux sœurs étant Eunomie (la justice humaine dans son aspect légal, c'est-à-dire la Loi et l'Ordre) et Eiréné (la Paix). Elle fut ensuite comparée, par les Romains, à Astrée.

## Les Heures

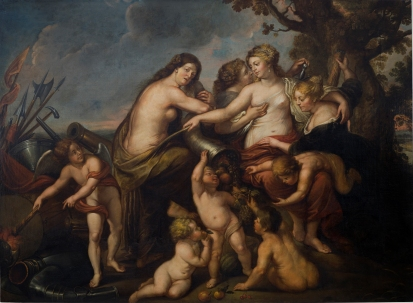
Allégorie de la paix et le bonheur de l'état. Nous pouvons observer Eunomie, Diké et Irène

Diké est, d'après Homère et Hésiode, une des Heures. Les Heures étaient des personnages des mythologies grecque et romaine ; filles de Zeus et de Thémis, elles habitaient l'Olympe.
Les Heures avaient des temples à Corinthe, à Athènes, à Olympie, etc. On célébrait en leur honneur des fêtes appelées Horées, dans lesquelles on demandait la prospérité des biens de la Terre.
Les Grecs n'admettaient que trois Heures (Eunomie, Diké et Irène). Les Romains compteront ensuite douze Heures qui représenteront les douze mois de l’année.

## L'art
Les sculptures du temple de Zeus à Olympie s'inspirent dans leur conception iconographique de la dikē de Zeus et la poésie dépeint souvent Dicé comme l'assistante (paredros) de Zeus. Dicé présidait à la justice humaine, tandis que sa mère Thémis régnait sur la justice divine. Elle s'opposait à Adikia (l'Injustice) : sur un bas-relief du coffre de Cypsélos à Olympie que Pausanias à la fin du IIe siècle décrit de manière détaillée, on peut voir l'avenante Dicé étrangler une Adikia d'apparence hideuse et la frapper avec un bâton.
L'art tardif de la rhétorique traitait la personnification de concepts abstraits comme une matière artistique, et aboutit aux allégories que l'Antiquité tardive légua à la littérature patristique. Dans une interprétation evhémériste plus tardive, Dicé était née mortelle et Zeus la fit venir sur terre pour maintenir la justice au sein du genre humain. Mais il se rendit compte rapidement que cette tâche était impossible et la rappela auprès de lui sur le mont Olympe.

## Philosophie
La Dikê née du miracle grec est au-delà de la déesse heuristique, un concept phénoménologique de la justice qui a alimenté la philosophie théorique du XXe siècle. À l'aube de la pensée occidentale, de présocratiques tels que Parménide est née l'ontologie. Cette branche de la philosophie est largement développée par Heidegger dès 1927 dans Être et Temps et conditionne un retour radical à l'aurore métaphysique antique dont Nietzsche avait été le précurseur. Ainsi, Heidegger explicite la Dikê d'un point de vue ontologique en la définissant : « La Dikê, écrit Heidegger, désigne la fatalité qui dispose et enchaîne essentiellement tout étant. En tant que tel, le savoir concernant la Dikê ainsi que les lois de la fatalité de l’Être de l’étant, constituent la philosophie même ».